# Lygeeae
Lygeeae J. Presl é uma tribo da subfamília Pooideae.

## Gêneros
- Lygeum